# 市川鰕十郎 (2代目)
二代目 市川 鰕十郎（いちかわ えびじゅうろう、1806年（文化3年） - 1829年12月19日（文政12年11月24日））は江戸時代後期の上方の歌舞伎役者。屋号は播磨屋、俳名は新升。

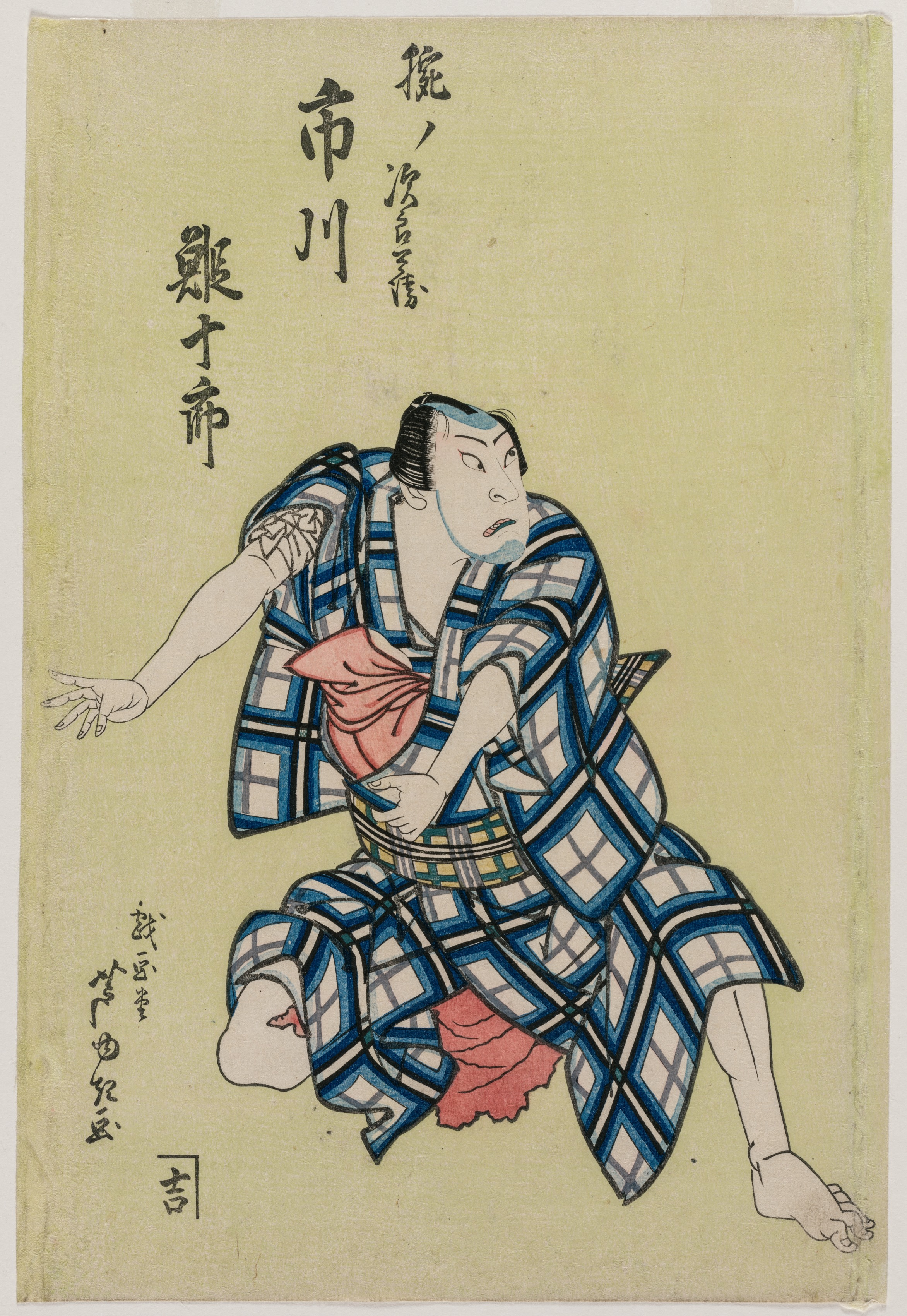
戯画堂芦幸画「腕ノ次郎兵衛」

## 略歴
初代市川鰕十郎の子として生まれる。市川助蔵の名で1815年（文化12年）11月大阪で初舞台を踏み、以降若手女形として将来を嘱望される。1817年（文化14年）二代目市川市蔵を襲名し、以降は父とともに大阪、江戸の舞台に活躍する。
父の没後の1827年（文政10年）正月に大阪中村以上座での追善興行にて大看板の三代目中村歌右衛門と共演し口上で引き立てを受ける。その勢いを借りて1828年（文政11年）2月に二代目市川鰕十郎を襲名。時代物、世話物をそれぞれよくし、立役と実悪をも兼ねる実力派として人気を集めた矢先に病に倒れた。